# حسینیه (منزل) امجد
حسینیه (منزل) امجد مربوط به دوره قاجار است و در سنندج، نزدیک (محله قدیمی سرتپوله)، خیابان صلاح الدین ایوبی واقع شده و این اثر در تاریخ ۱۶ آبان ۱۳۷۹ با شمارهٔ ثبت ۲۸۴۱ به‌عنوان یکی از آثار ملی ایران به ثبت رسیده است.